# Sanitarium de Battle Creek
Le sanitarium de Battle Creek (en anglais, Battle Creek Sanitarium) est un ancien centre hospitalier adventiste situé à Battle Creek dans le Michigan. Il fut le premier hôpital du système médical adventiste, qui comprend aujourd’hui 760 établissements à but non lucratif (hôpitaux, cliniques, dispensaires, orphelinats) dans le monde entier. Ce monument historique de l'État du Michigan est actuellement le Centre fédéral Hart-Dole-Inouye.
Le 5 septembre 1866, l’Institut de la réforme sanitaire, dirigé par Dr Horatio Lay, fut inauguré à Battle Creek, basé sur les principes de santé préconisés par les adventistes du septième jour.[réf. nécessaire]. En 1876, John Harvey Kellogg devint le directeur de l'établissement, et son frère, Will Kellogg, à partir de 1880 en fut le gestionnaire,. En 1878, une nouvelle structure fut construite, que John Harvey Kellogg renomma « le Sanitarium de Battle Creek ». Selon ses dires, il transforma le mot Sanatorium, qui désignait un hôpital pour les soldats mutilés ou les malades atteints de la tuberculose, en un autre mot : « Sanitarium », pour désigner un centre hospitalier d'enseignement et de restauration sanitaire, « un lieu où les gens apprennent à être en bonne santé ».
Après l'incendie de 1902, qui détruisit totalement le premier édifice, Kellogg reconstruisit un sanitarium plus grand.
Entre 1866 et 1906, le nombre d'hospitalisés passa de 106 à 7 006 patients. À cette époque, le sanitarium de Battle Creek fut l'un des hôpitaux les plus réputés et grands dans le monde.

## Le fonctionnement du sanitarium

### Les bâtiments et le personnel
Après la destruction par incendie du sanitarium de Battle Creek le 18 février 1902, John Harvey Kellogg s'employa  immédiatement à reconstruire au même emplacement un centre hospitalier encore plus grand et élégant que le premier, contre l'avis d'Ellen White qui lui déconseilla de reconstruire un hôpital à Battle Creek, et surtout aussi grand. Avec l'aide des talents de gestionnaire et de financier de son frère, Will Kellogg, la nouvelle structure fut inaugurée le 31 mai 1903. Selon différents rapports, elle coûta entre 700 000 et un million de dollars. Des architectes éminents déclarèrent que dans sa conception, il était " l'hôpital idéal ".
Simple à l'origine, le nouveau sanitarium de Battle Creek posséda des installations dignes d'un hôtel. Avec ses colonnes florentines, son style architectural se rapprochait de la Renaissance italienne,. Les principaux bâtiments comprenaient quatre grands édifices, incluant un grand hall, un solarium, un parloir, une chapelle, 40 à 60 cabinets de médecine au premier étage, et les chambres des patients du second au cinquième étages. Des cuisines modernes et une grande salle de banquet se trouvaient au sixième étage,. Le bâtiment central accueillait environ 400 hospitalisés, et les salles de soins pouvaient contenir plus de mille patients. Le hall central à l'arrière du bâtiment était surmonté d'un dôme en verre. Il contenait un jardin semi-circulaire, avec une chute d'eau, des plantes tropicales, des palmiers, des bananiers, des citronniers et un arbre spectaculaire qui atteignait le plafond.
En 1928, des " tours " de quinze étages (coûtant trois millions de dollars) furent ajoutées, contenant plus de 256 chambres bien aménagées, avec des salles de bains, une commodité peu commune à l'époque. De ce fait, elles furent les " tours " les plus élevées de Battle Creek. Au-dessus de la salle à manger, le " sun garden ", était une aire de promenade pour les exercices physiques et les rencontres sociales. À cela s'ajoutaient des piscines intérieures et extérieures, des courts de tennis, un centre de récréation et de gymnastique pour faire de l'exercice, une salle de billard, une crèmerie, une immense blanchisserie, un chauffage central moderne, des puits avec un système de pompage, et sa propre station d'épuration de l'eau. Le San opérait non loin de Battle Creek ses propres fermes, serres, jardins de légumes et vergers.
Le personnel du sanitarium était nombreux. John Harvey Kellogg indiqua : " Au sanitarium de Battle Creek, le nombre d'employés n'est jamais moins de huit cents personnes, et souvent monte à la saison haute à plus de mille ". Ils comprenaient " des médecins, des infirmières, des aides, etc. ".

### Les patients

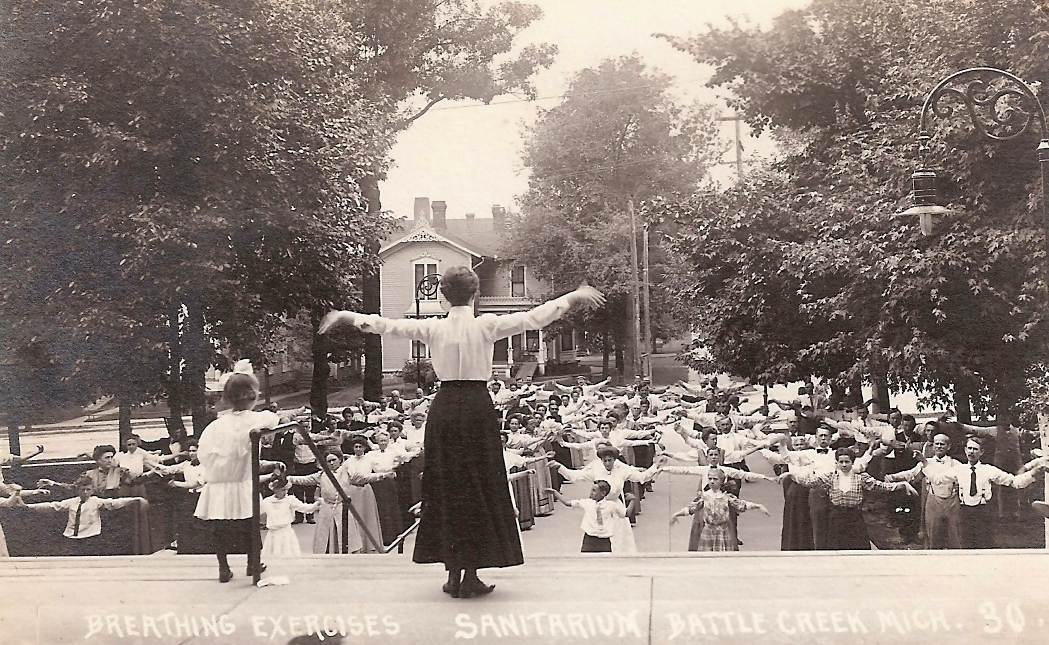
Exercices de respiration au sanitarium de Battle Creek (vers 1900).

Au sommet de sa renommée, le San accommoda plus de 1 250 patients avec un personnel de 1 800 personnes à un moment donné. Plus de 400 000 personnes du monde entier, dont de nombreuses personnalités, le visitèrent. L'établissement fut une destination de choix pour les personnes aisées et les américains de la classe moyenne afin d'apprendre et de pratiquer les principes d'un mode de vie sain. " À la fin du XIXe siècle et au début du XXe siècle, parmi les visiteurs du San figuraient des présidents, des politiciens, des capitaines d'industrie et des stars du théâtre ". George Knight indique que leur intérêt était pragmatique : " Nous savons que ces adventistes peuvent nous apporter ce que nous ne pouvons pas obtenir ailleurs ".
Les soins du Dr Kellogg regroupèrent toutes les branches médicales et de la chirurgie, mais avec une emphase sur l'air pur, l'exposition modéré aux rayons du soleil, l'exercice physique, le repos et la nutrition. Ses principes de nutrition éliminèrent la viande, les condiments, les épices, l'alcool, le chocolat, le café et le thé de la consommation courante. À la place, il créa des substituts alimentaires, environ 80 produits à base de céréales et d'oléagineux.

### Le système thérapeutique
Au sanitarium, Kellogg expérimenta des traitements variés, incluant la réforme de la nutrition et des bains fréquents. Il encouragea une alimentation faible en graisses et en protéines, mettant l'emphase sur les céréales complètes, les aliments riches en fibres, et surtout sur les oléagineux. Il insista sur l'absorption quotidienne d'air pur, l'exercice physique et l'importance de l'hygiène. La plupart de ses théories, décrivant le système thérapeutique du sanitarium, furent publiées dans l'ouvrage The Road to Wellness (La voie du bien-être).
Kellogg décrivit le système thérapeutique du sanitarium de Battle Creek comme étant " une méthode physiologique composite comprenant l'hydrothérapie, la phytothérapie, la thermothérapie, l'électrothérapie, la mécanothérapie, la nutrition, la culture physique, le traitement à l'air froid et l'enseignement sanitaire ". Divers instruments de mesure de l'intégrité physiologique furent utilisés pour assister le personnel médical dans ses diagnostics et l'évaluation de l'efficacité thérapeutique, et pour obtenir de nombreux coefficients vitaux " en relation avec l'intégrité et le fonctionnement du sang, du cœur, des poumons, du foie, des reins, de l'estomac, des intestins, du cerveau, des nerfs et des muscles ".

#### L'hydrothérapie
L'hydrothérapie était abondamment utilisée. Deux bâtiments de trois étages, un pour les hommes et un autre pour les femmes, y étaient consacrés. Chaque bâtiment avait un sous-sol consacré aux salles d'enseignement sanitaire et aux applications hydrothérapiques rectales et des entrailles. Les deux bâtiments étaient rattachés au bâtiment principal et à la grande salle de gymnastique. Kellogg observa : " L'hydrothérapie a gagné une place définitive et permanente dans l'utilisation moderne rationnelle des thérapies, qui ne peut plus être mise en cause, et le sanitarium de Battle Creek revendique d'avoir été un pionnier dans l'hydrothérapie scientifique " aux États-Unis Alors que certaines thérapies du XIXe siècle et du début du XXe siècle tombèrent en désuétude, ou demeurent controversées, l'hydrothérapie est largement utilisée.
L'utilisation de Kellogg de l'hydrothérapie fut le développement plus sophistiqué d'un système utilisé au début du XIXe siècle par Vincenz Priessnitz, qui introduisit aux États-Unis ce qui fut essentiellement un " traitement d'eau froide ", bien que « comme tonique, l'eau froide n'a aucun supérieur à lui ». Kellogg expliqua :
« Les méthodes approfondies mais primitives du système original de Priessnitz, qui prospéra dans les rudes montagnes de la Silésie autrichienne, étaient trop pénibles pour les malades américains plus douillets et plus délicats physiquement. Ce fait, avec l'empirisme pur qui caractérisa l'utilisation de l'eau durant la première moitié du dernier siècle [le XIXe siècle], quand l'hydrothérapie fut presque une mode à un certain moment, entraîna une controverse sur l'utilisation de l'eau en tant que méthode curative, et a grandement freiné la recherche scientifique de cet agent d'une valeur inestimable. »
Le sanitarium de Battle Creek utilisa l'hydrothérapie, autant d'eau froide que d'eau chaude, en conjonction avec d'autres thérapies. Parmi les toniques physiologiques figuraient les douches, les saunas, les frictions froides, les compresses, les applications sèches ou trempées, « les bains de toutes sortes, incluant les bains de Nauheim, les bains hydro-électriques, les bains neutres et en eaux peu profondes ». Les applications froides et chaudes devaient produire « des effets profonds des réflexes », incluant la vasodilatation et la vasoconstriction. Ces mécanismes physiologiques semblent à présent bien compris et justifient l'utilisation contemporaine de l'hydrothérapie avec des réactions réflexes décrites par certains comme étant le « phénomène du rebond ».

#### Le département électrique en conjonction avec d'autres thérapies
Ce département utilisait la lumière, aussi bien solaire qu'électrique, se servant de la lumière électrique uniquement durant les mois d'hiver. Le sanitarium de Battle Creek accordait une grande importance à la photothérapie. Le premier bain de lumière électrique fut conçu et construit dans l'établissement. Au sujet de l'utilisation de l'électricité, Kellogg remarqua : " l'électricité n'accomplit pas la moitié des merveilles que lui prétendent les électrothérapeutes ". Néanmoins, il considéra que son utilisation était valable en conjonction avec l'hydrothérapie, la thermothérapie, et d'autres méthodes curatives.

#### L'exercice physique
L'exercice physique était un aspect important du système thérapeutique du sanitarium de Battle Creek, facilitant non seulement l'amélioration de la tonicité des muscles, mais aussi la posture, la respiration, la circulation sanguine et les fonctions anaboliques et cataboliques. L'exercice incluait la posture, la calisthénique (renforcement musculaire), la gymnastique, la natation, et des méthodes passives comme la mécanothérapie, la vibrothérapie, et le massage mécanique.

#### Les méthodes d'air froid et les activités en plein air

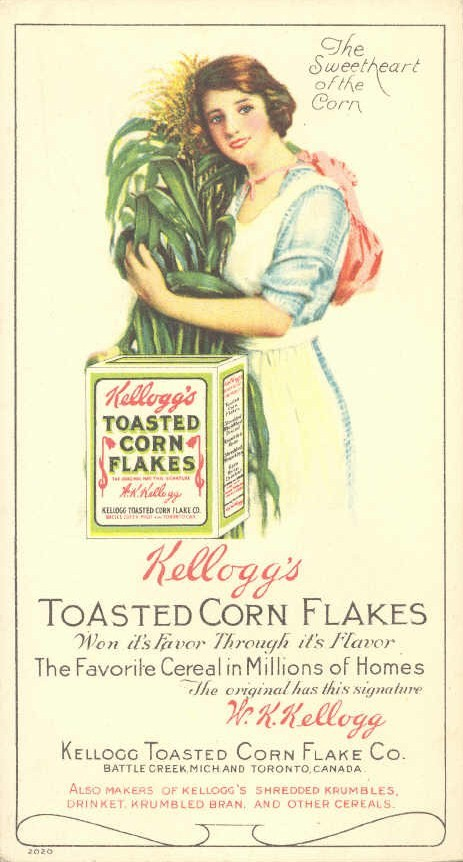
Cornflakes Kellogg's

L'exposition au soleil et être en plein air étaient considérés comme fondamentalement importants pour la santé, incluant la stimulation de la peau. Le sanitarium de Battle Creek possédait un grand gymnase en plein air. À nouveau, l'utilisation de différentes températures facilitées par l'eau était un composant de la méthode, avec l'exercice suivi d'une plongée dans l'eau fraîche de la piscine " juste suffisamment froide pour être rafraîchissante et revigorante ".
Les patients étaient encouragés à se reposer en plein air, et de nombreuses activités étaient faites en plein air, incluant la coupe de bois, le basketball, et d'autres sports, la marche ou les leçons de natation. D'autres activités en plein air étaient aussi disponibles comme le patinage, le toboggan et le ski. Kellogg souligna : " Tous les avantages d'une sortie au bord d'une rive, du camping, d'une partie de pêche, et d'autres formes de récréation sont assurés, tout en protégeant le patient des excès grâce aux conseils attentifs du médecin. Ils ont les avantages des soins médicaux, de la régulation diététique, etc ".

#### La nutrition
Le sanitarium de Battle Creek utilisa l'information connue à l'époque pour indiquer les besoins nutritionnels pour l'obtention d'une bonne santé et les adapter aux besoins individuels des patients. L'alimentation réclama une préparation minutieuse selon les prescriptions. On accordait beaucoup d'importance au fait que les plats soient appétissants et savoureux. Les listes nutritionnelles incluaient " quantité de recettes spéciales et des centaines de préparations d'aliments spéciaux, chacun étudié soigneusement en relation avec ses propriétés thérapeutiques et nutritives ". Ces listes nutritionnelles étaient utilisées par " les médecins en arrangeant les prescriptions nutritionnelles personnalisées des patients ". Aussi, les aliments préparés par le sanitarium de Battle Creek, appelés par le public " les aliments sanitaires du sanitarium ", étaient " régulièrement inclus sur les factures du sanitarium, ayant été originellement prévus uniquement à cet effet ",.

## Après la Grande Dépression

### Hôpital militaire Percy Jones
Après le krach boursier de Wall Street en 1929, le nombre de patients diminua au sanatorium de Battle Creek. Kellogg avait vu trop grand et, le " San " se trouva en difficulté financière. Il continua à fonctionner jusqu'après le début de la Seconde Guerre mondiale. Ayant besoin d'un hôpital, l'armée américaine acheta le sanitarium en août 1942 pour 2,34 millions de dollars et le reconvertit en un hôpital militaire de 1500 lits pour les soldats blessés. Le sanitarium fut renommé l'hôpital militaire Percy Jones. En 1945, il fut le plus grand hôpital militaire des États-Unis (jusqu'à 11 427 patients dans trois sites).

### Centre fédéral de Battle Creek
En 1954, les services généraux de l'administration américaine prirent en charge la structure. Elle s’appela désormais le Centre fédéral de Battle Creek. Ses services inclurent notamment des services d'administration, de logistique et de marketing de défense.

### Classé monument historique
Depuis 1976, le sanitarium de Battle Creek est classé dans la liste du Registre national des lieux historiques des États-Unis.

### Centre fédéral Hart-Dole-Inouye
Plus récemment, l'édifice a été dédicacé sous le nom, le Centre fédéral Hart-Dole-Inouye en l'honneur de trois soldats qui devinrent sénateurs des États-Unis, et qui furent soignés dans l'hôpital durant la Seconde Guerre mondiale :   
- Le 6 juin 1944, Philip Hart fut blessé lors du jour J durant la bataille de Normandie à Utah Beach.
- En avril 1945, Bob Dole fut blessé à Bologne en Italie.
- Le 21 avril 1945, Daniel Inouye fut blessé près de Terenzo en Italie.

## Patients célèbres
- C. W. Post, créateur des petits déjeuners Post Cereals, qui incluaient un substitut au café, Postum
- Richard Halliburton, explorateur
- Warren G. Harding, vingt-neuvième président des États-Unis
- Irving Fisher, économiste
- Amelia Earhart, première femme pilote à traverser l'océan atlantique
- Johnny Weissmuller, athlète et acteur
- Henry Ford, fondateur de la société automobile Ford
- Mary Todd Lincoln, épouse du président Abraham Lincoln
- Sojourner Truth, abolitionniste et féministe
- James Cash Penney, fondateur de la grande chaîne de magasins J. C. Penney